# Estado de Alepo
El estado de Alepo (en francés: État d'Alep; en árabe: دولة حلب‎, Dawlat Ḥalab) fue uno de los cinco estados que fueron establecidos por el Alto Comisionado francés del Levante, el general Henri Gouraud, en el mandato francés de Siria después de la conferencia de San Remo y el colapso de la efímera monarquía del rey Faisal I en Siria.
Los otros estados fueron el Estado de Damasco (1920), el Estado alauita (1920) y el Estado de Yábal al-Druz (1921). El Estado del Gran Líbano (1920) se convirtió más tarde en el actual país del Líbano. La capital del Estado de Alepo era la ciudad de Alepo.

## Establecimiento

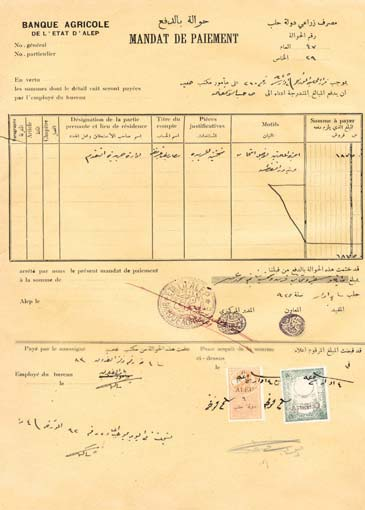
Documento oficial que lleva el nombre y los sellos del Estado de Alepo.

El estado de Alepo fue declarado por el general francés Henri Gouraud el 1 de septiembre de 1920 como parte de un plan francés para facilitar el control de Siria dividiéndola en varios estados más pequeños. Francia se volvió más hostil a la idea de una Siria unida después de la Batalla de Maysaloun . El estado de Alepo incluía el Sanjacado de Alexandretta y estaba gobernado por Kamil Pasha al-Qudsi.
Al separar Alepo de Damasco, Gouraud quería crear un estado tradicional de competencia entre las dos ciudades y convertirlo en una división política. La gente de Alepo no estaba contenta con el hecho de que Damasco fuera elegida como capital de la nueva nación de Siria. Gouraud percibió este sentimiento y trató de manipularlo convirtiendo a Alepo en la capital de un estado grande y más rico con el que Damasco habría tenido dificultades para competir. El Estado de Alepo, tal como lo trazó Francia, contenía la mayor parte del área fértil de Siria, incluido el país fértil alrededor de Alepo, así como toda la cuenca fértil del Éufrates . El estado también tenía acceso al mar a través del Sanjacado autónomo de Alexandretta . Por otro lado, Damasco, que es un oasis al borde del desierto sirio, no tenía suficiente tierra fértil ni acceso al mar. Gouraud quería que el estado de Alepo fuera atractivo para sus gobernantes potenciales dándole el control de la mayor parte de la riqueza agrícola y mineral de Siria, para que no quisiera volver a unirse con Damasco.

## Población
Había una mayoría musulmana sunita en el Estado de Alepo. Esta población era en su mayoría árabes, pero también incluía kurdos, especialmente en las regiones orientales, y otras etnias diversas reubicadas durante el período otomano, especialmente circásicos, albaneses, bosnios, bulgars, turcos, cabardinos, chechenos y otros. Importantes poblaciones musulmanas chiitas vivían también en Alepo, en ciudades como Nebbol, Fu'a, Al-Zahraa, Kafriya y Maarrat Misrin.
Alepo también era el hogar de una de las comunidades cristianas más ricas y diversificadas del Oriente. Los cristianos pertenecientes a una docena de congregaciones diferentes (con prevalencia de las iglesias armenia apostólica, griega católica y siria ortodoxa) representaron alrededor de un tercio de la población de la ciudad de Alepo, convirtiéndola en la ciudad con la comunidad cristiana más grande del Medio Oriente fuera del Líbano. Muchos cristianos habitaban también los distritos orientales del estado, siendo principalmente de origen sirio y asirio.
En 1923, la población total del Estado era de alrededor de 604.000 (excluida la población nómada de las regiones orientales). La ciudad de Alepo también tenía una gran comunidad judía.
| Distribución general de la población en el Estado de Alepo según el censo francés de 1921-22 |            |            |
| Religión                                                                                     | Habitantes | Porcentaje |
| Sunni                                                                                        | 502.000    | 83,1%      |
| Cristianos                                                                                   | 52.000     | 8,6%       |
| Alawis                                                                                       | 30,000     | 5%         |
| Judíos                                                                                       | 7,000      | 1,2%       |
| Extranjeros                                                                                  | 3.000      | 0,5%       |
| Total                                                                                        | 604,000    | 100%       |

## Gobernadores
- 1920-1922: Kamil Pasha al-Qudsi (1845–1926)
- 1923: Mustafá Bey Barmada (1883-1953)
- 1924-1925: Mar'i Pasha Al Mallah (1856-1930)

## Delegados franceses
- 1920-1922: General de Lamothe
- 1922-1924: General Billotte (1875–1940)
- 1925: Señor Jacques Reclus

## El Consejo de Directores
A pesar de los deseos del gobierno francés, la resistencia islamo-árabe fue suficiente para obligar a los franceses a trabajar a través de ellos para gobernar el área. Así, el Consejo Directivo fue creado en 1920 para complementar al gobernador general. Los cuatro miembros del Consejo fueron: Mar'i Pasha Al Mallah (Interior), Subhi Bey Al Nayyal (Justicia), Nasri Effendi Bakhash (Comercio y Agricultura) y Victor Effendi 'Ajouri (Finanzas). Tras la renuncia de Al Mallah en 1921, Al Nayyal lo sucedió como Director del Interior y Zaki Bey Al Gorani fue seleccionado para suceder a Al Nayyal como Director de Justicia. En 1923, un gobierno francés de izquierda llegó al poder y cambió la dirección política al permitir que se construyera una Siria panárabe. Por lo tanto, el Consejo de Directores de Alepo fue abolido tras el establecimiento de la Federación Siria.

## El Consejo de Representantes
La legislatura era el Consejo de Representantes, y la mayoría de sus miembros eran pro-franceses. Algunos de los diputados destacados fueron Subhi Barakat, quien luego se desempeñó como presidente de la Federación Siria, el alcalde de Alepo, Ghaleb Bey Ibrahim Pasha, el presidente de la Cámara de Comercio, Salim Janbarat, el abogado Michel Janadri y Fakhir Al Jabiri, hermano mayor del líder nacionalista Saadallah. al-Yabiri.

## Revuelta de Hananu
Ibrahim Hananu era nativo de Alepo y un miembro destacado del Congreso Nacional Sirio que fue elegido en 1919 y que rechazó el mandato francés de Siria. Apoyado por el líder nacionalista turco Mustafa Kemal Atatürk, Hananu inició una insurgencia armada contra los franceses que duró hasta que fue arrestado en 1921. Hananu fue juzgado el mismo año en un tribunal de Alepo, pero los jueces lo declararon inocente por tres votos contra dos; probablemente el veredicto estuvo influenciado por la multitud de simpatizantes que se reunieron alrededor del juzgado ese día.
Posteriormente, Hananu pasó a la oposición política y, en 1926, desempeñó un papel importante en la prevención de la secesión de Alepo del Estado de Siria establecido en diciembre de 1924. Murió en 1935.

## La Federación Siria y el Estado de Siria
El general Gouraud creó la Federación Siria el 28 de junio de 1922. La federación incluía los estados de Damasco, Alepo y el estado alauita. En 1924, el Estado alauita se volvió a separar. La Federación Siria se incorporó al Estado de Siria el 1 de enero de 1925. Con la centralización del nuevo estado sirio en 1925, Alepo perdió su autonomía y quedó reducida a la dependencia provincial de Damasco. La gobernadora general del estado de Alepo, la musulmana Mar'i Pasha Al Mallah, fue nombrada gobernadora (vali) de la provincia de Alepo (con rango de ministra). Sin embargo, la bandera colonial del Estado de Alepo permaneció en uso hasta el 25 de enero de 1925 cuando finalmente fue abolida.